# Silhouette (Pärt)
Silhouette, subtitulada Hommage à Gustave Eiffel, és una obra per a orquestra de corda i percussió escrita pel compositor estonià Arvo Pärt. La seva estrena mundial es va presentar el 4 de novembre de 2010 a la salle Pleyel sota la direcció de Paavo Järvi. La va dedicar a Gustave Eiffel.
Composta el 2009, aquesta obra és una comissió de l'Orquestra de París per a l'arribada al capdavant de Paavo Järvi, amic del compositor. El nomenament de Paavo Järvi com a director en cap de l'Orquestra de París va impulsar definitivament la creació d'una nova composició per al seu amic. Buscant un tema relacionat amb París, Pärt va inspirar-se en la Torre Eiffel, utilitzant com a referència un llibre d'il·lustracions sobre la torre de Bertrand Lemoine. La peça, titulada Hommage à Gustave Eiffel, també serveix com a tribut a l'arquitecte Gustave Eiffel.